# Giurgeni, Bacău
Giurgeni este un sat în comuna Tătărăști din județul Bacău, Moldova, România.

## Personalități marcante
- Vasile Pascu (1910-1978), pictor român